# Головково (городской округ Солнечногорск)
Головково — деревня в Московской области России. Входит в городской округ Солнечногорск.

## География
Деревня Головково расположена на севере Московской области, в северо-западной части округа, на реке Истре, неподалёку от Ленинградского шоссе, примерно в 6 км к северо-западу от центра города Солнечногорска. Рядом с деревней находится платформа Головково Октябрьской железной дороги.

## Население
| 1852 | 1859 | 1890 | 1899 | 1926 | 1998 | 2002 |
| ---- | ---- | ---- | ---- | ---- | ---- | ---- |
| 350  | ↗417 | ↗590 | ↘569 | →569 | ↘97  | ↘79  |
| 2010 |      |      |      |      |      |      |
| ↗80  |      |      |      |      |      |      |

## История
Название деревни, предположительно, произошло от некалендарного личного имени Головко. Многие жители села были ямщиками и занимались обслуживанием дороги Москва — Петербург. В 1852—1864 годах на средства жителей села была построена новая каменная церковь во имя Покрова Пресвятой Богородицы. Церковь относится к стилю классицизм, автор проекта — архитектор М. Д. Быковский.
В XIX веке село Головково входило в состав Давыдковской волости Клинского уезда. В 1899 году в селе проживало 569 человек, было земское училище.
С 1994 до 2006 гг. деревня входила в Мошницкий сельский округ Солнечногорского района.
С 2005 до 2019 гг. деревня включалась в Смирновское сельское поселение Солнечногорского муниципального района. Один из двенадцати волнистых клиньев, изображённых на гербе и флаге сельского поселения, символизирует деревню Головково, как входившую в число крупных населённых пунктов муниципального образования.
С 2019 года деревня входит в городской округ Солнечногорск, в рамках администрации которого относится с территориальному управлению Смирновское.

## Достопримечательности
- Церковь Покрова Пресвятой Богородицы.

## Галерея

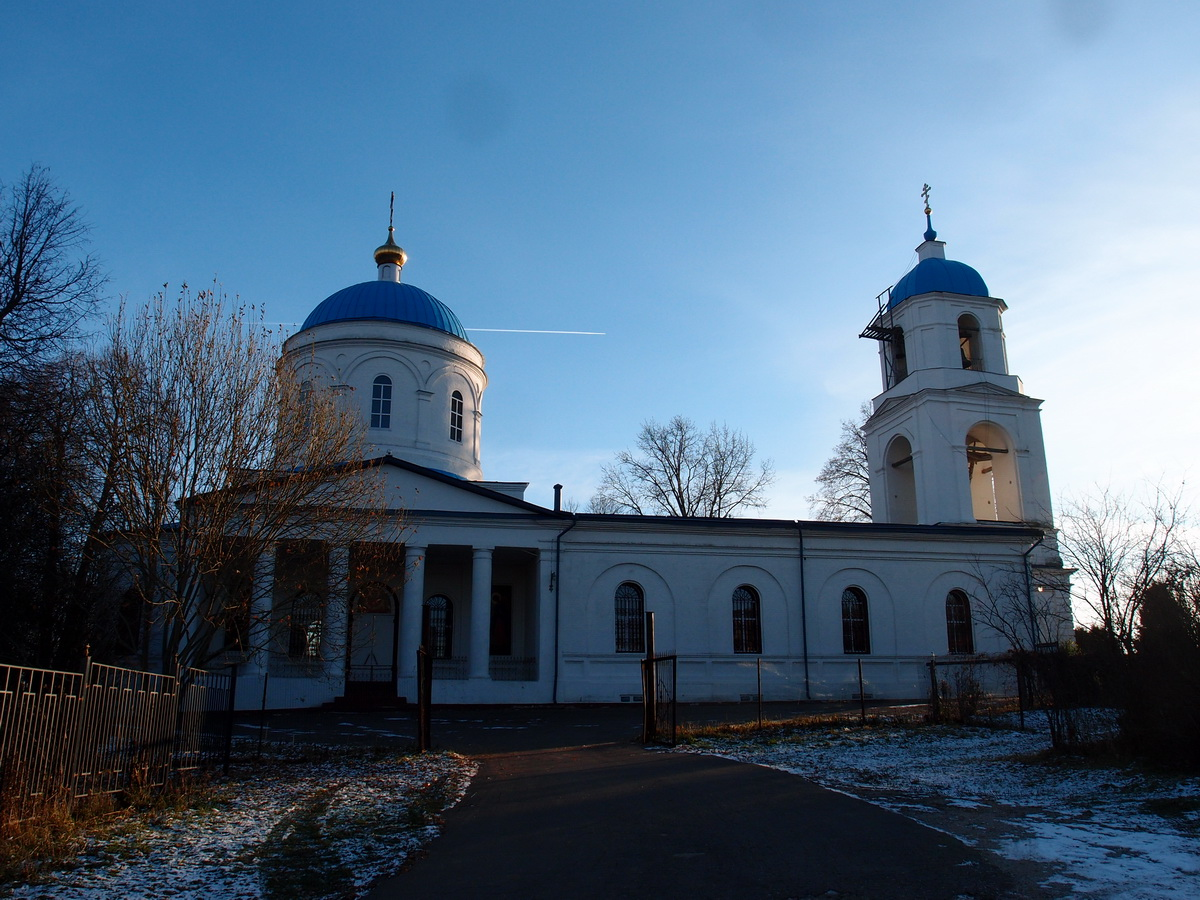
Храм в Головково
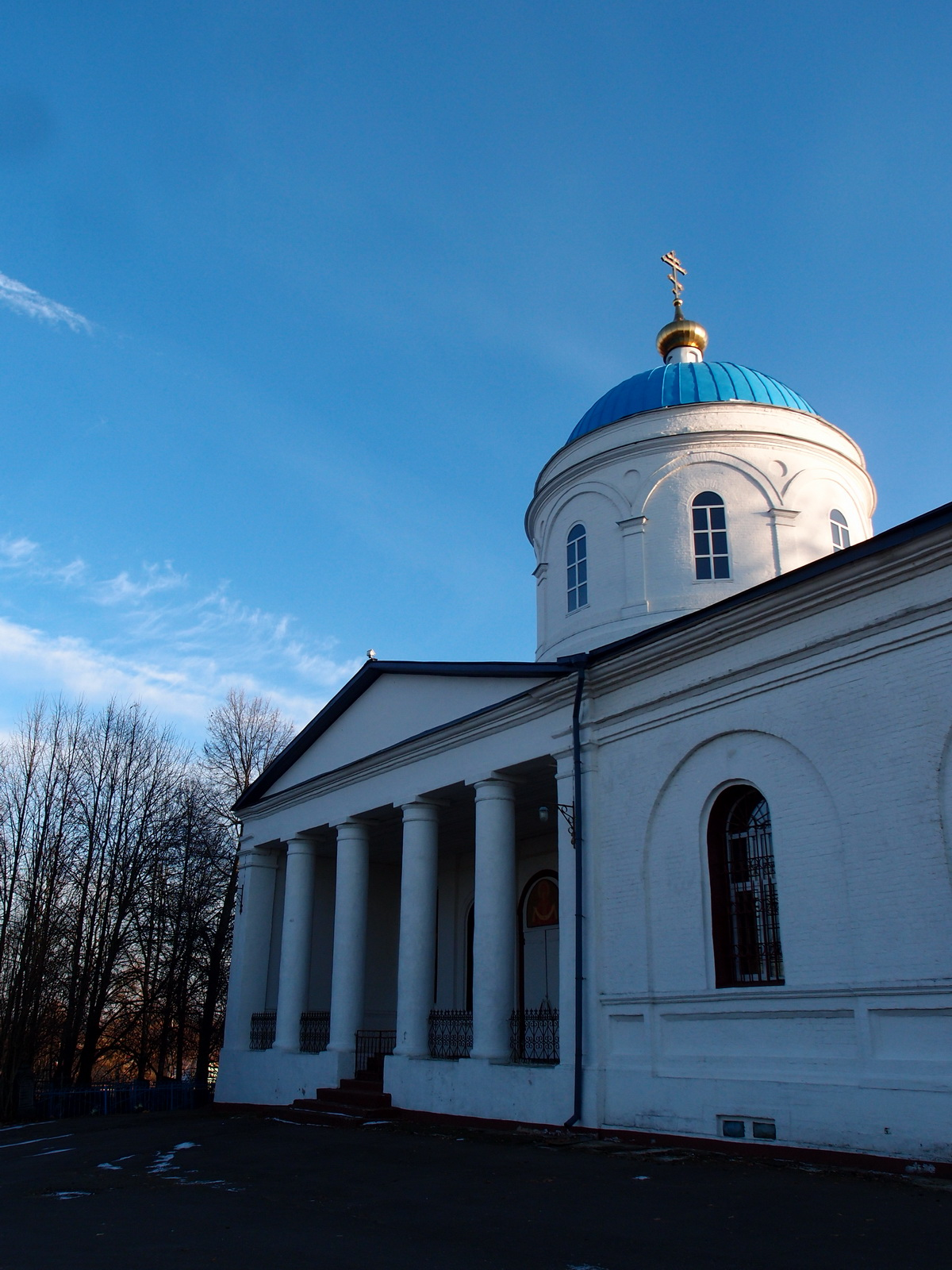
Церковь Покрова Пресвятой Богородицы, октябрь
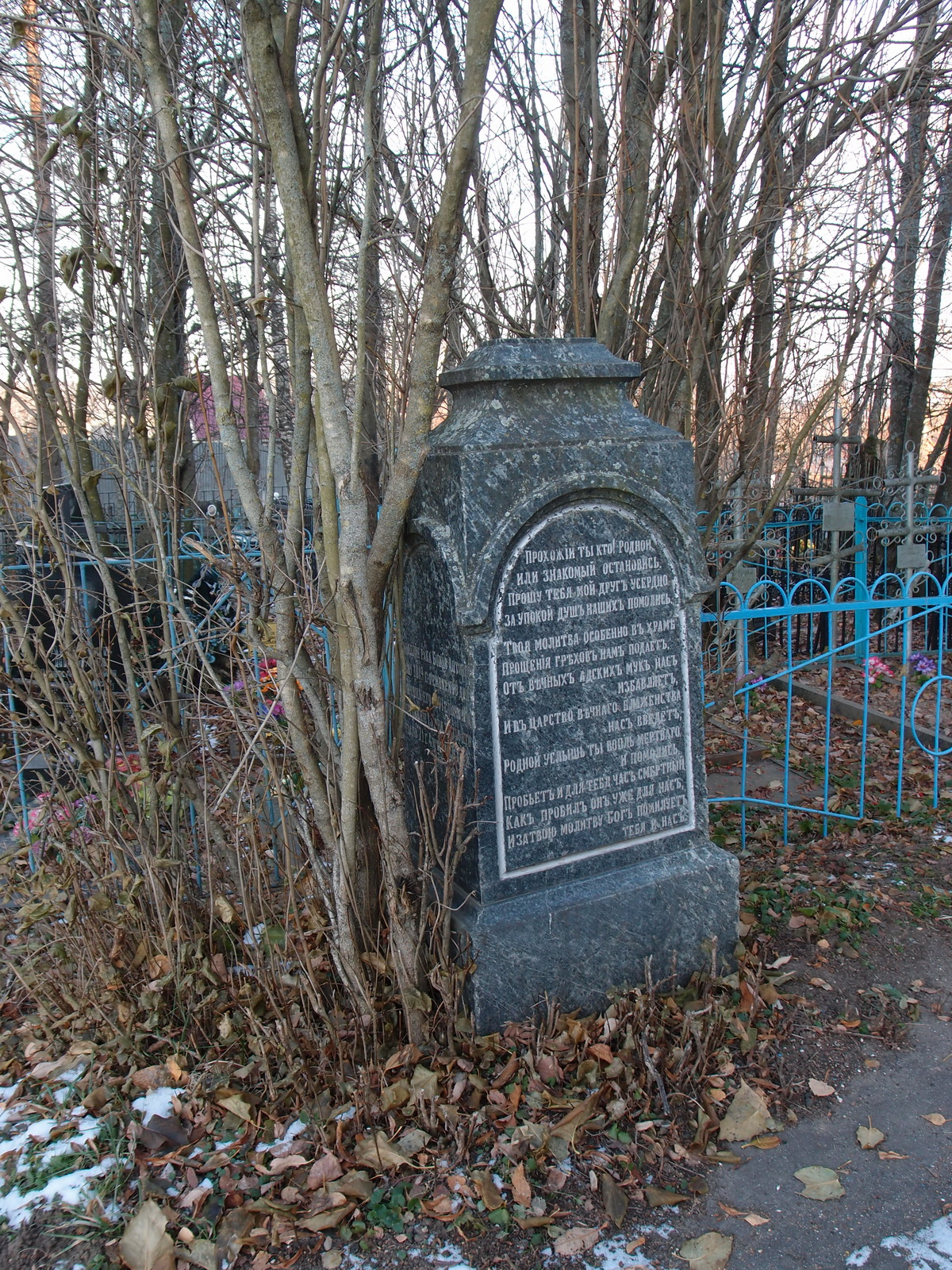
Старые захоронения на территории церкви в Головково